# Sirène de Varsovie

Les armoiries actuelles de Varsovie.

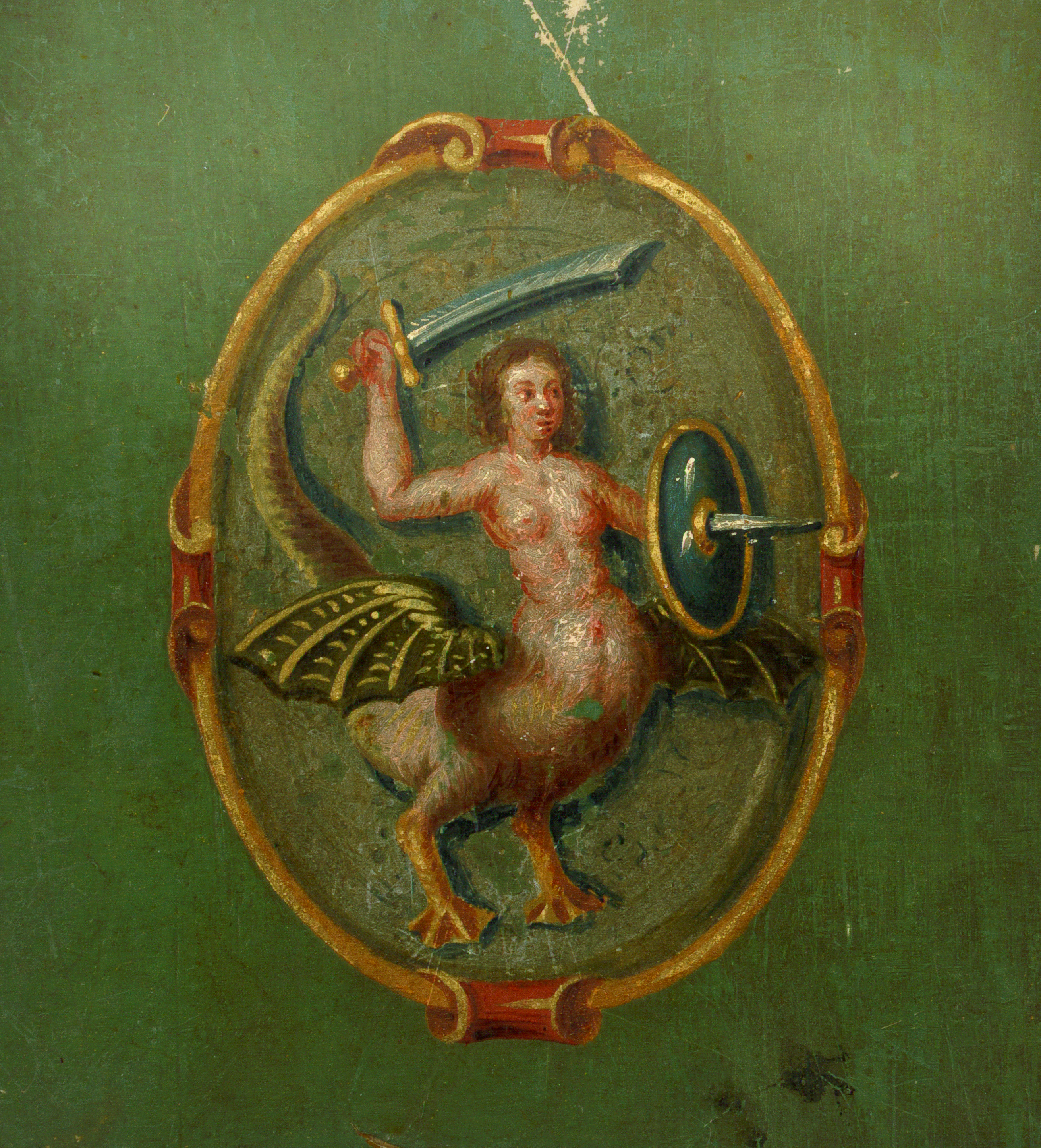
Les armoiries du vieux Varsovie telles qu'on peut les voir sur la couverture du livre Regestrum proventuum et expensorum civitatis antiq[ue] varsaviae de 1652.

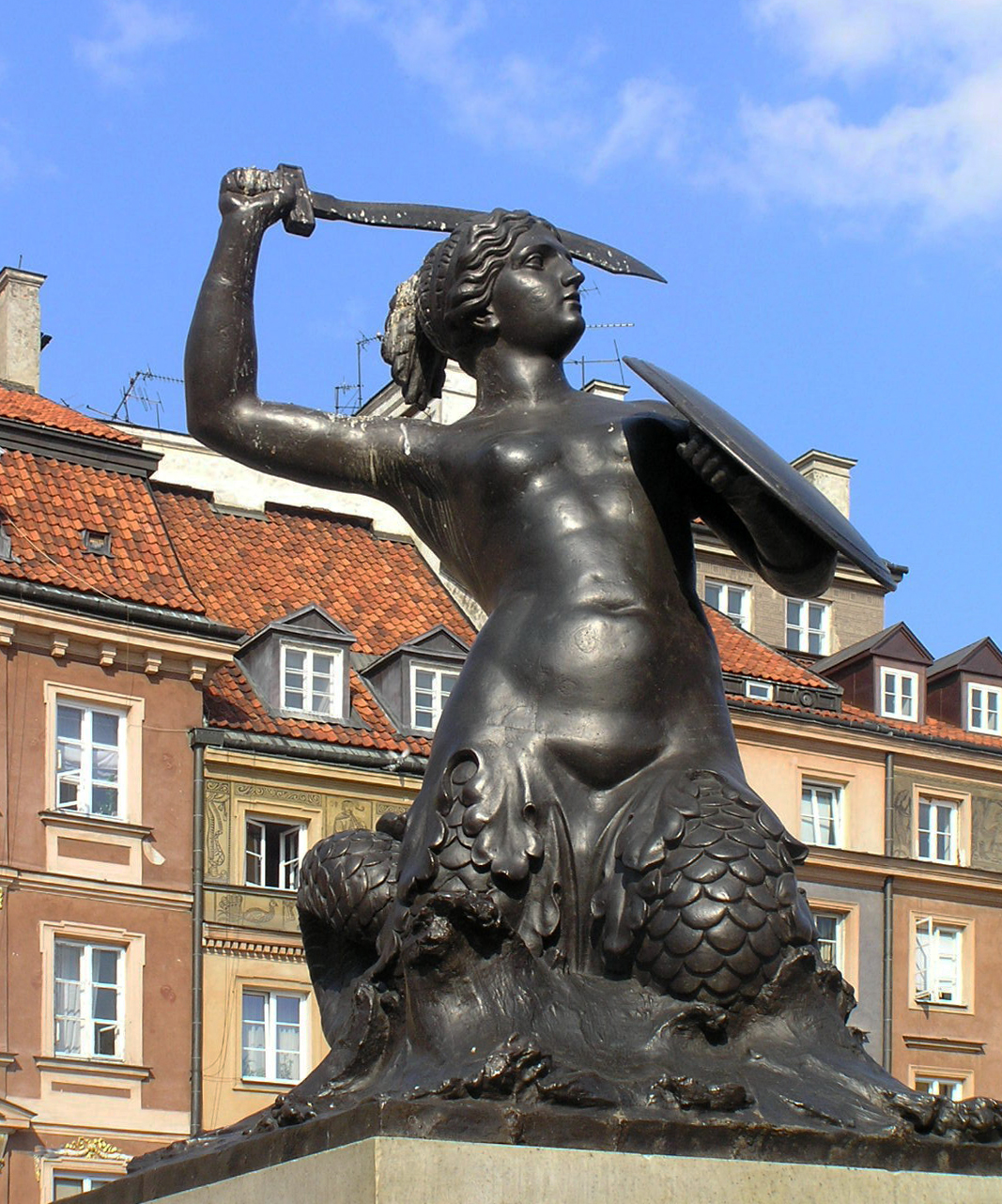
La sirène au centre de la vieille ville de Varsovie.

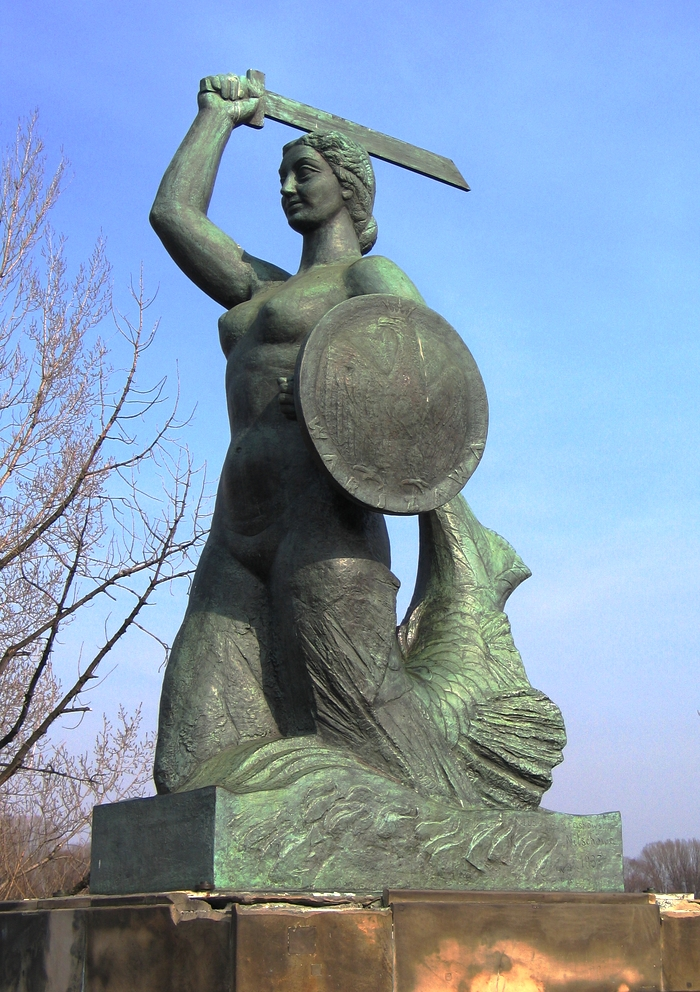
La sirène sur la Vistule.

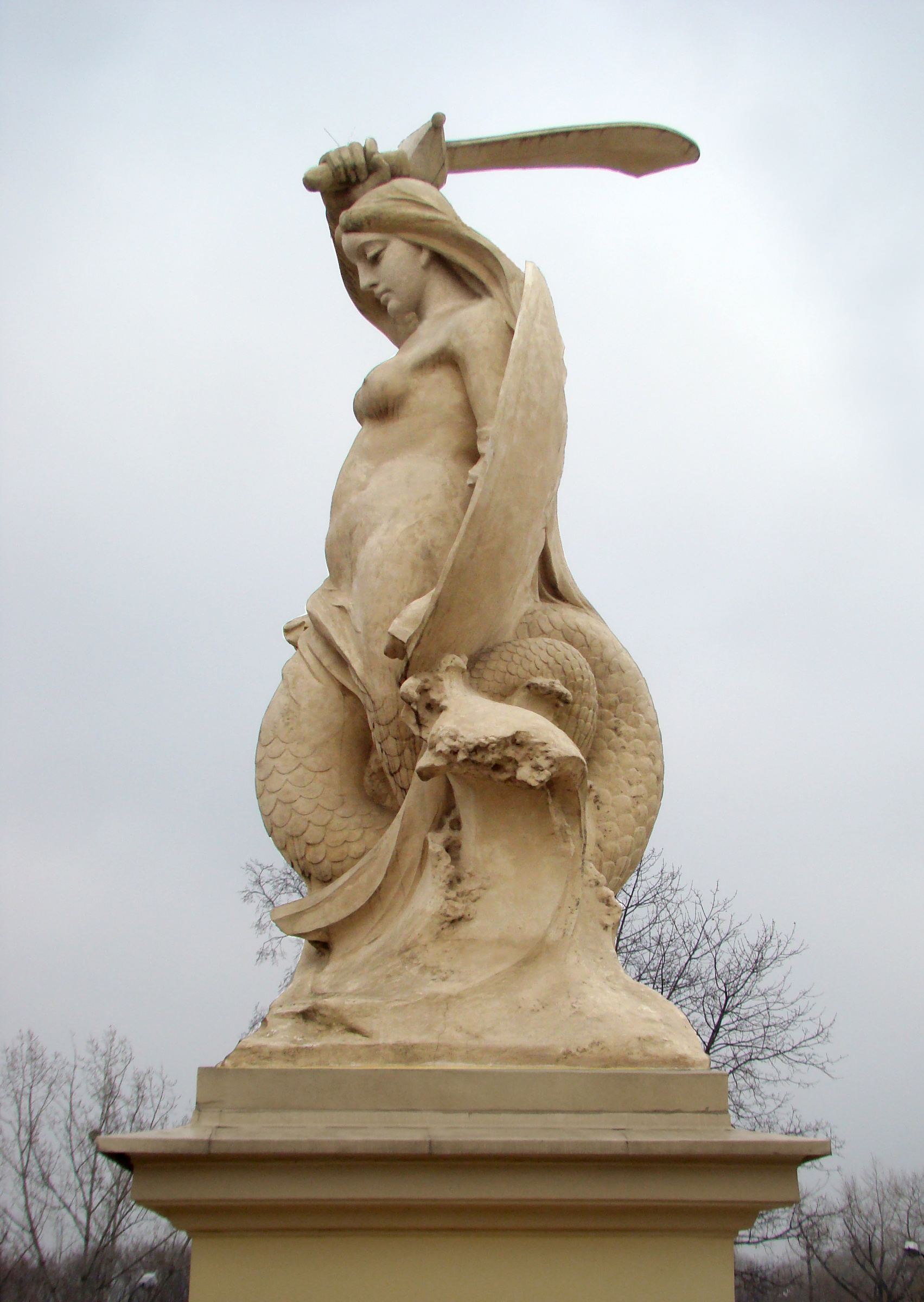
La sirène du viaduc Stanisław Markiewicz.

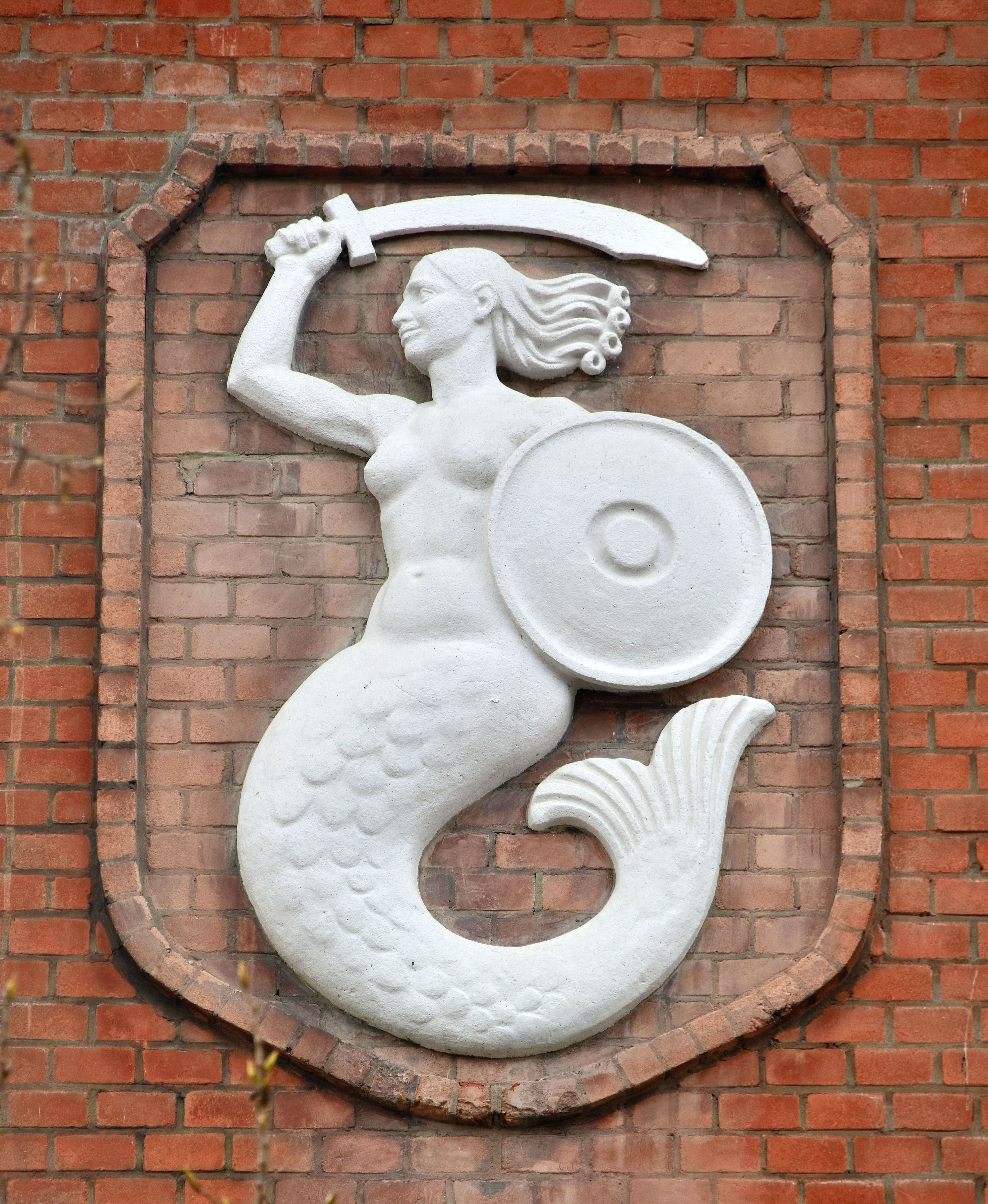
La sirène de Wojciech Czerwosz.

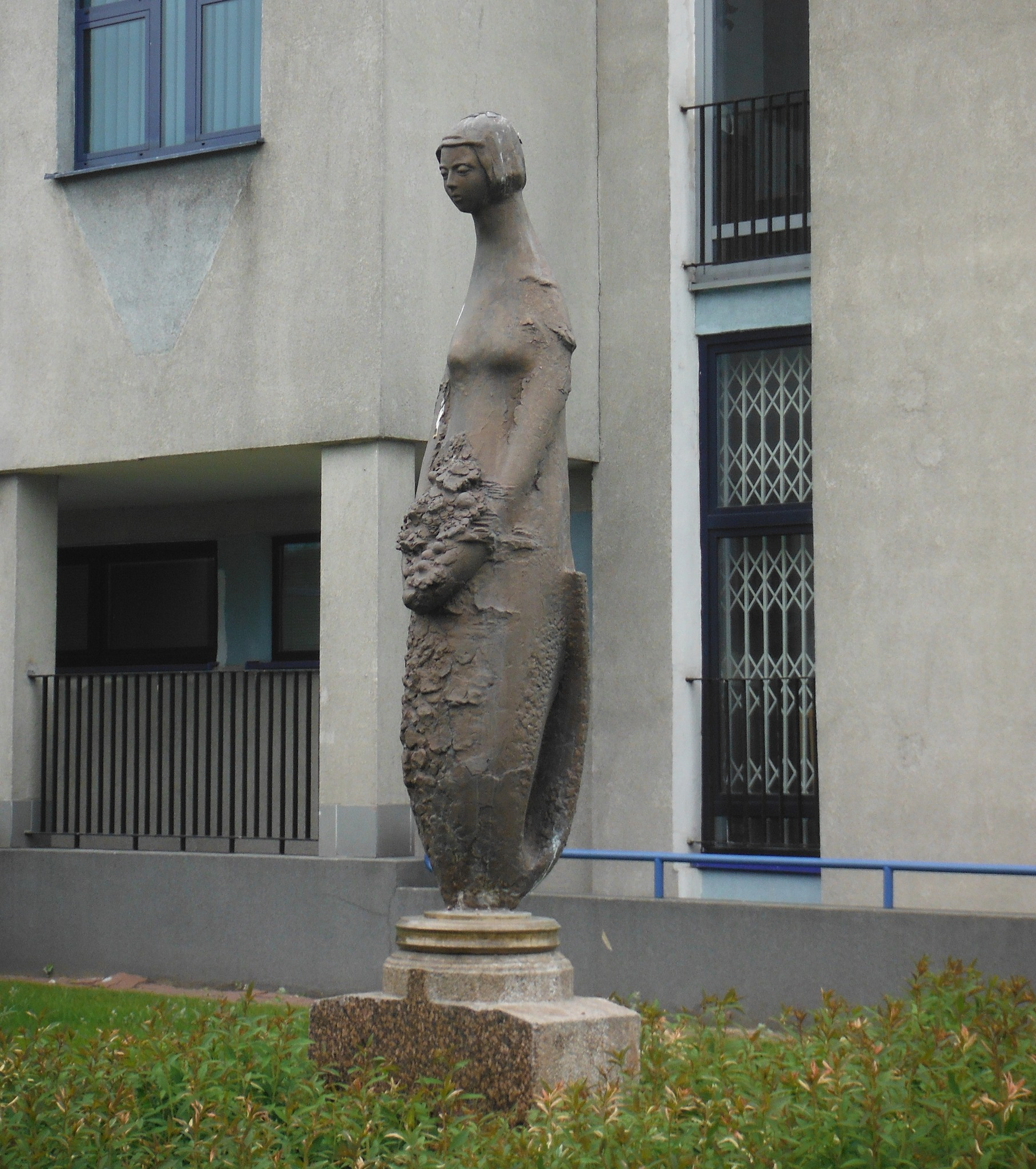
La sirène de Jerzy Chojnacki.

La Sirène de Varsovie (en polonais Syrenka Warszawska) est un symbole de Varsovie, représenté sur les armoiries de la ville ainsi que dans un certain nombre de statues et autres images.

## Origine
Une créature figurait sur les armoiries de Varsovie en 1390, qui avait l'aspect d'un animal avec des pattes d'oiseau et un torse couvert d'écailles de dragon. Le sceau de 1459 figurait quant à lui des caractéristiques plus féminines, un torse d'oiseau, des mains humaines, une queue de poisson et des pattes et des griffes d'oiseau. La première représentation d'une sirène à proprement parler date de 1622.
Le Physiologus (IIe siècle de notre ère) est probablement la source d'inspiration de la Sirène de Varsovie.

## La légende de la sirène de Varsovie
Il existe plusieurs légendes concernant la sirène. Selon la littérature et les guides touristiques de la ville, une sirène avait décidé de rester à Varsovie après s'être arrêtée au bord d'une rivière près de la vieille ville. Les pêcheurs remarquèrent que quelque chose créait des vagues, emmêlait leurs filets et libèrait leurs poissons. Ils avaient prévu de piéger l'animal, mais ils l'entendirent chanter et en tombèrent amoureux. Un riche marchand parvint cependant à piéger et à emprisonner la sirène. En entendant ses cris, les pêcheurs la secoururent. Depuis lors, la sirène, armée d'une épée et d'un bouclier, est prête à aider à protéger la ville et ses habitants.
Parfois, cette légende est élargie pour dire que la Petite Sirène de Copenhague est la sœur de la sirène de Varsovie, les deux ayant nagé dans des directions différentes depuis leur lieu de naissance en mer Baltique.
Une autre légende prétend que la sirène aurait aidé un prince perdu lors d'une partie de chasse et que celui-ci, par gratitude, aurait fondé la ville en son honneur.

## Monuments et sculptures de la sirène de Varsovie
En voici quelques exemples :

### La place du marché de la vieille ville
La sculpture de la Sirène de la place du marché de la Vieille Ville de Varsovie a été conçue par le sculpteur varsovien Konstanty Hegel.
À l'origine (1855-1928) et depuis 2000, la sculpture se trouve sur la place du marché ; entre temps, elle avait été déplacée vers différents endroits de Varsovie. En 2008, la sculpture originale en zinc bronzé a été retirée pour des travaux d'entretien. La sculpture était dans un très mauvais état en raison de dommages mécaniques et de nombreux actes de vandalisme. L'original réparé a été transféré au Musée de Varsovie et remplacé par une copie réalisée par la fonderie Jacek Guzera de Dąbrowie (près de Kielce).

### Powiśle
Cette statue, en bronze, a été érigée en avril 1939 à Powiśle, près de la Vistule. La sculpture est de Ludwika Nitschowa et le modèle en est la poète Krystyna Krahelska. À l'origine, il devait s'agir d'une sculpture en verre de 20 mètres de haut, placée sur un pilier au milieu du canal de la Vistule. Pour des raisons financières, cette idée fut abandonnée, optant pour une solution plus modeste - une sculpture entourée de poissons et de mouettes, qui devait être installée dans une fontaine.
Le monument ne figurant pas sur la liste des objets destinés au démantèlement par les Allemands, il était l'un des rares à avoir survécu à la Seconde Guerre mondiale sans dommages majeurs.
À l'automne 2006, une plaque d'argent a été ajoutée au monument pour commémorer l'obtention par le général Sikorski de l'ordre de la Virtuti Militari, qu'il a reçue en reconnaissance de sa défense de Varsovie en septembre 1939.

### Le viaduc de Markiewicz
Une sirène sculptée par Jan Woydyga a été érigée sur le viaduc Stanislaw Markiewicz dans la rue Karowa en 1905.

### Le Sejm
Une sirène conçue par Alexander Żurakowski en 1947 a été gravée sur le bouclier porté par la statue d'une aigle située dans la salle de réunion principale du parlement polonais, le Sejm.

### Rue Inżynierska
Cette sirène se trouve au-dessus de l'entrée de l'ancien dépôt de tramway, rue Inżynierska 6.

### Rue Katowicka
Situé sur le bâtiment de l'école n° 77 à l'angle des rues Katowicka et Zwycięzców à Saska Kępa, le bas-relief est de Wojciech Czerwosz.

### Rue Grochowska
Cette sirène se trouve devant le bureau du district de l'arrondissement de Varsovie de Praga-Południe, au 274, rue Grochowska, et a été réalisée par Jerzy Chojnacki. Elle se trouvait à l'origine à Saska Kępa, devant le cinéma Sawa.

### Le Palais de la Culture et de la Science
Au sommet du Palais de la Culture et de la Science, sur chaque cadran d'horloge (qui ont été ajoutés avant les célébrations du millénaire en 2000), se trouve la sirène de Varsovie.

### En dehors de Varsovie
Une fontaine commémorative de la sirène de Varsovie, de forme similaire au monument de Powiśle, est située sur la place centrale de Bielsko-Biała. Il a été créé en 1954 par Ryszard Sroczyński.

## Galerie

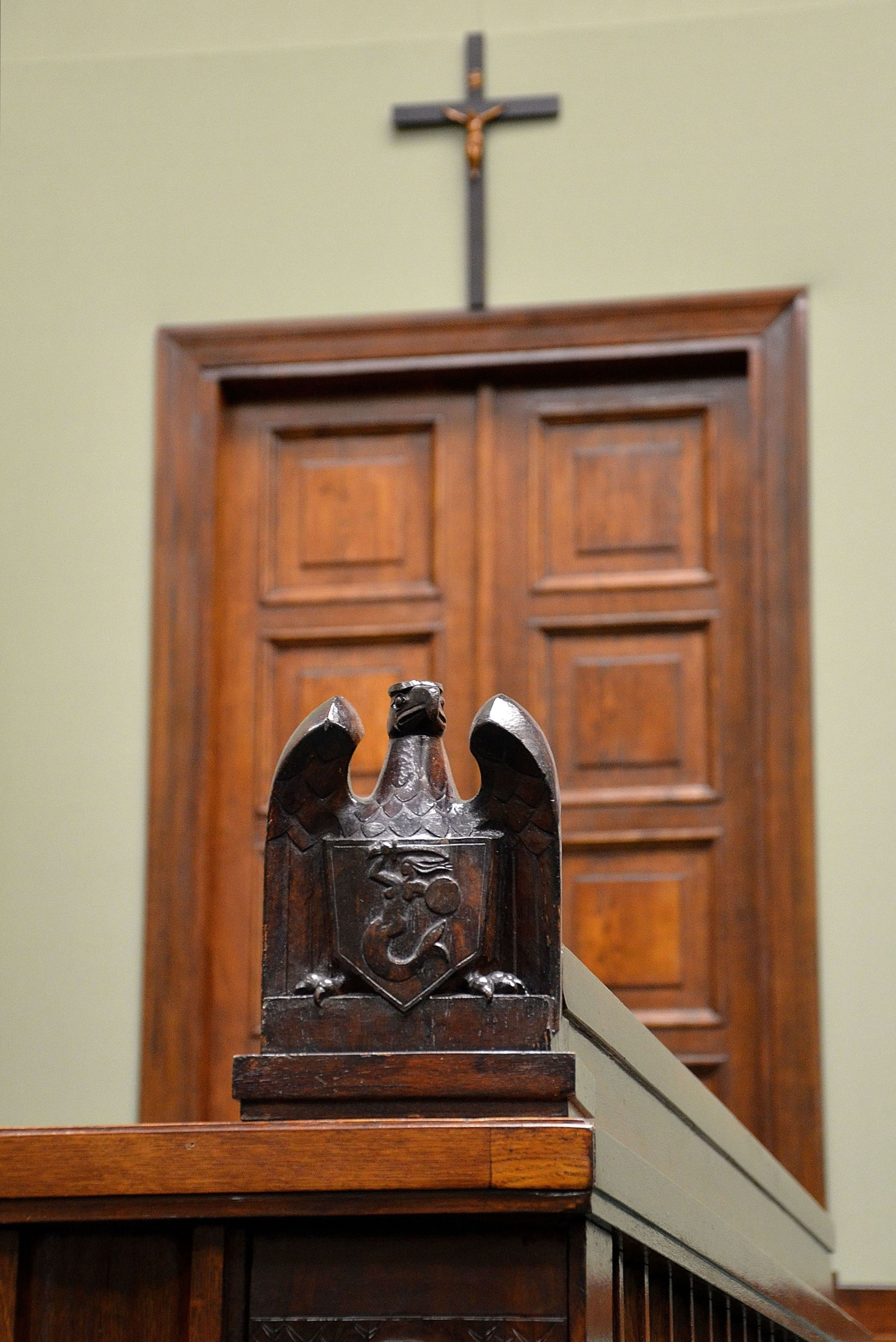
La sirène au parlement polonais, le Sejm.
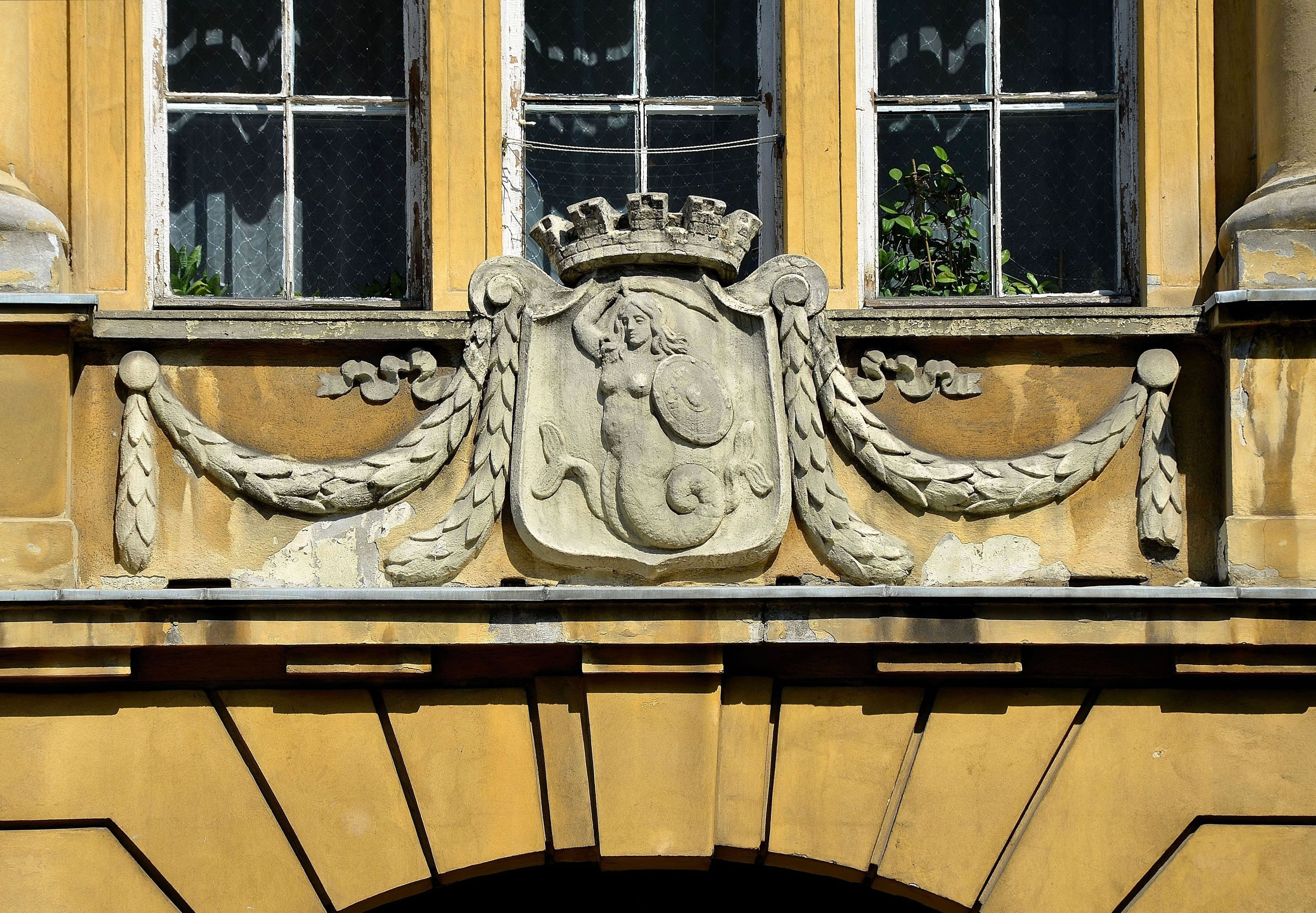
La sirène de la rue Inżynierska.
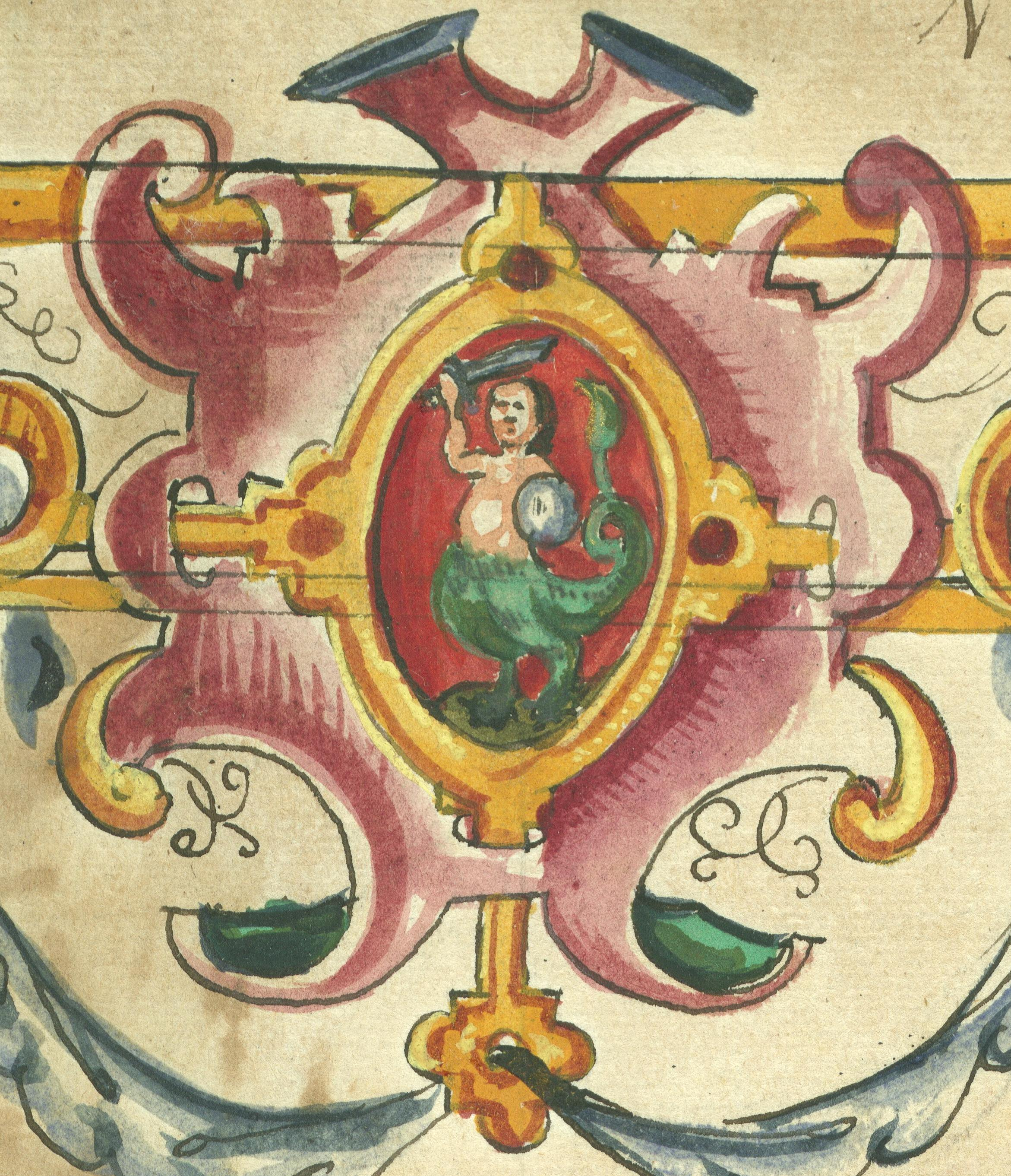
La sirène de Varsovie sur la page de titre d'un registre du vieux Varsovie en 1609.
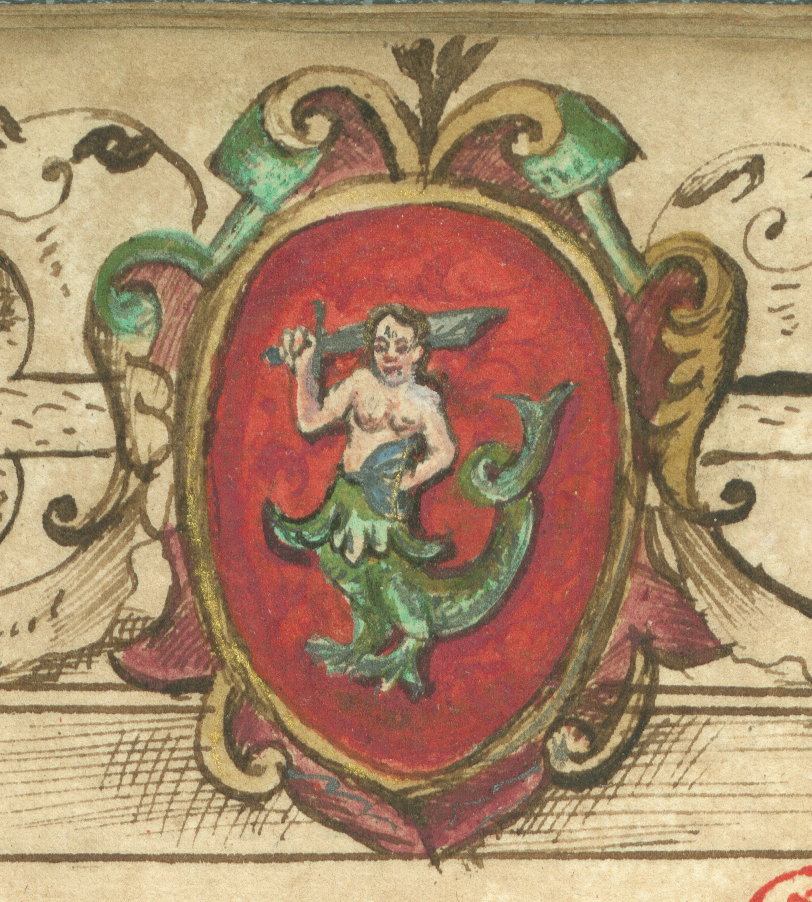
Les armoiries de Varsovie sur la page de titre d'un registre du vieux Varsovie en 1599.
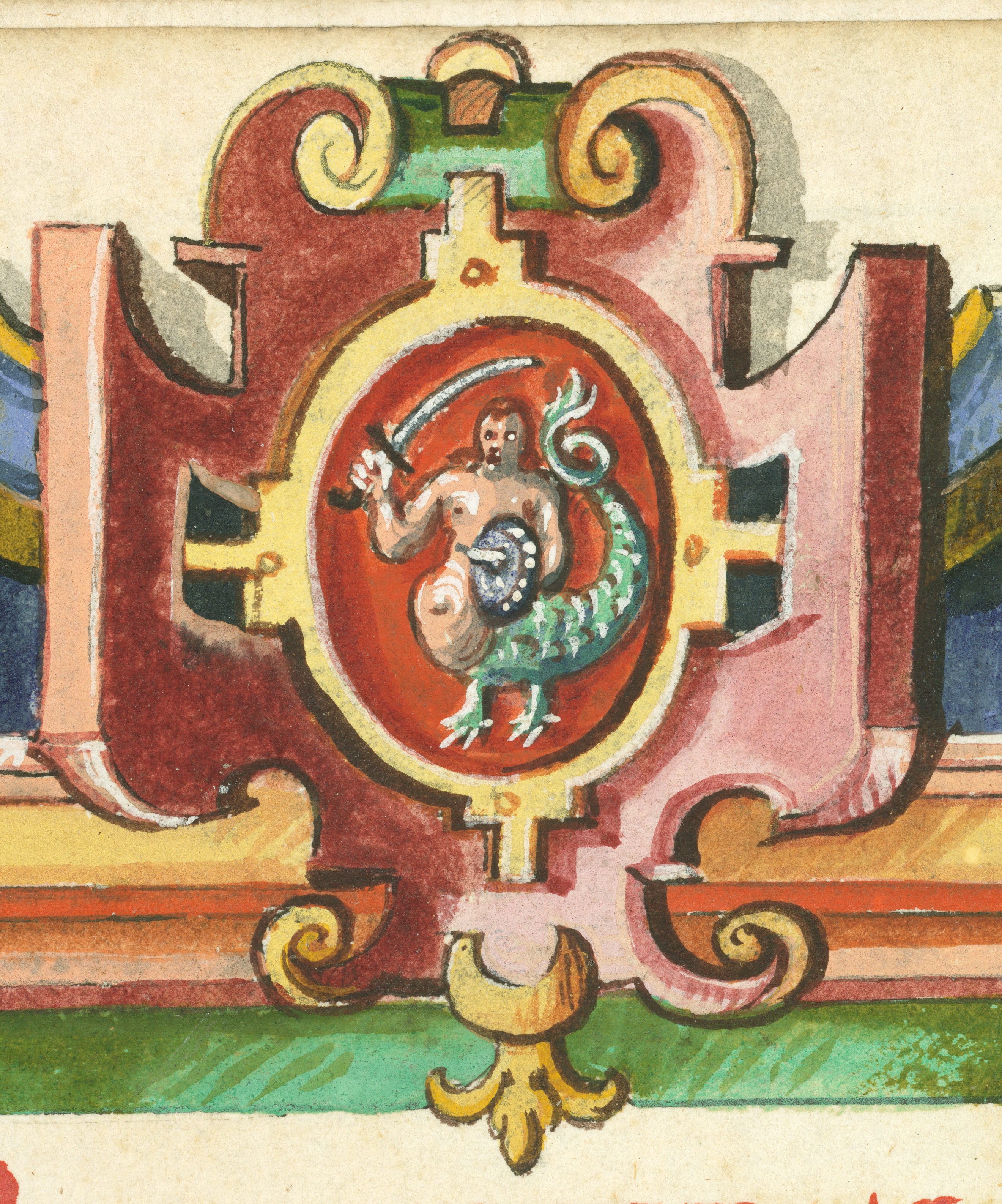
Les armoiries de Varsovie sur la page de titre d'un registre du vieux Varsovie en 1602.
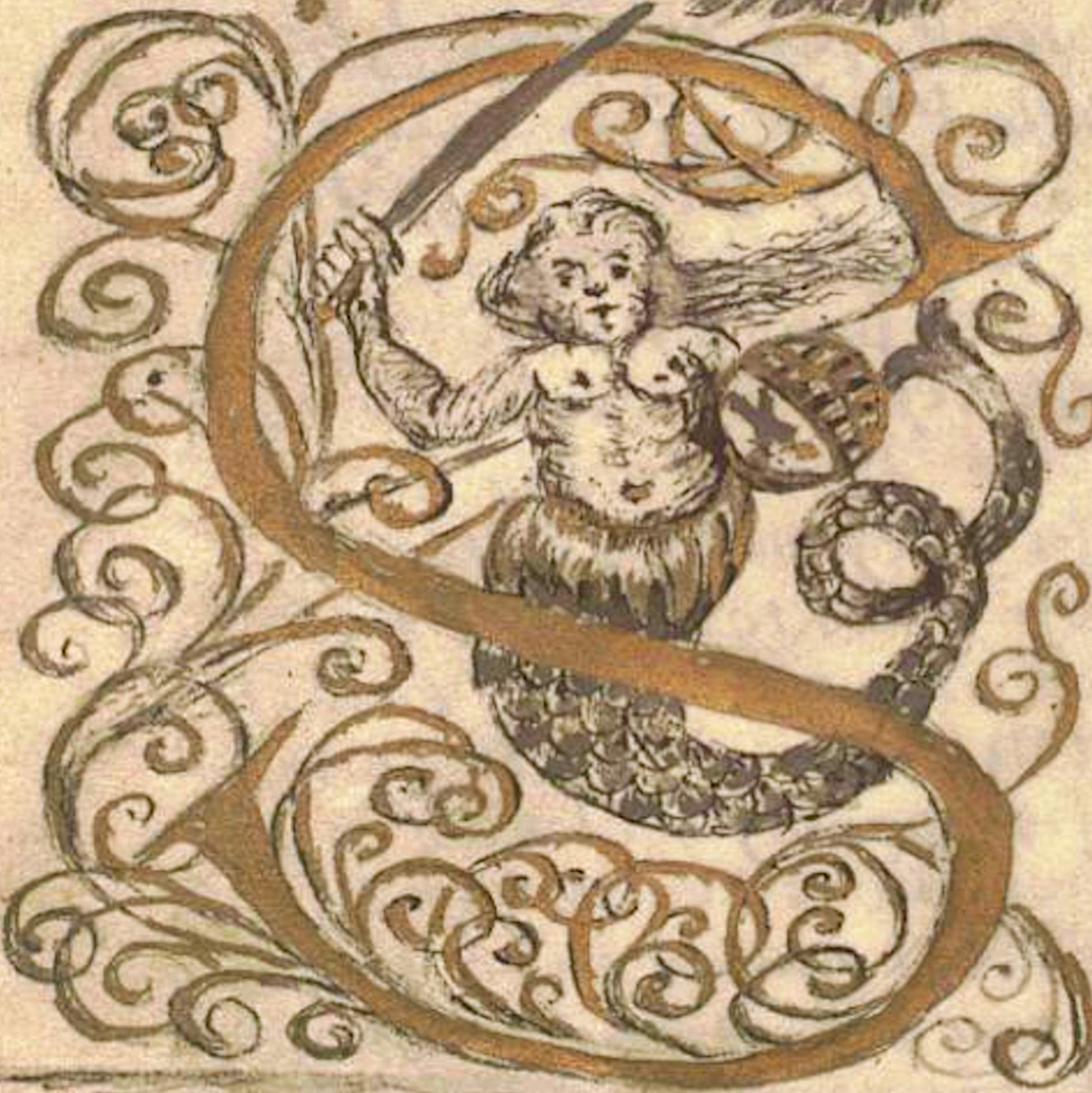
Les armoiries de Varsovie en 1720.
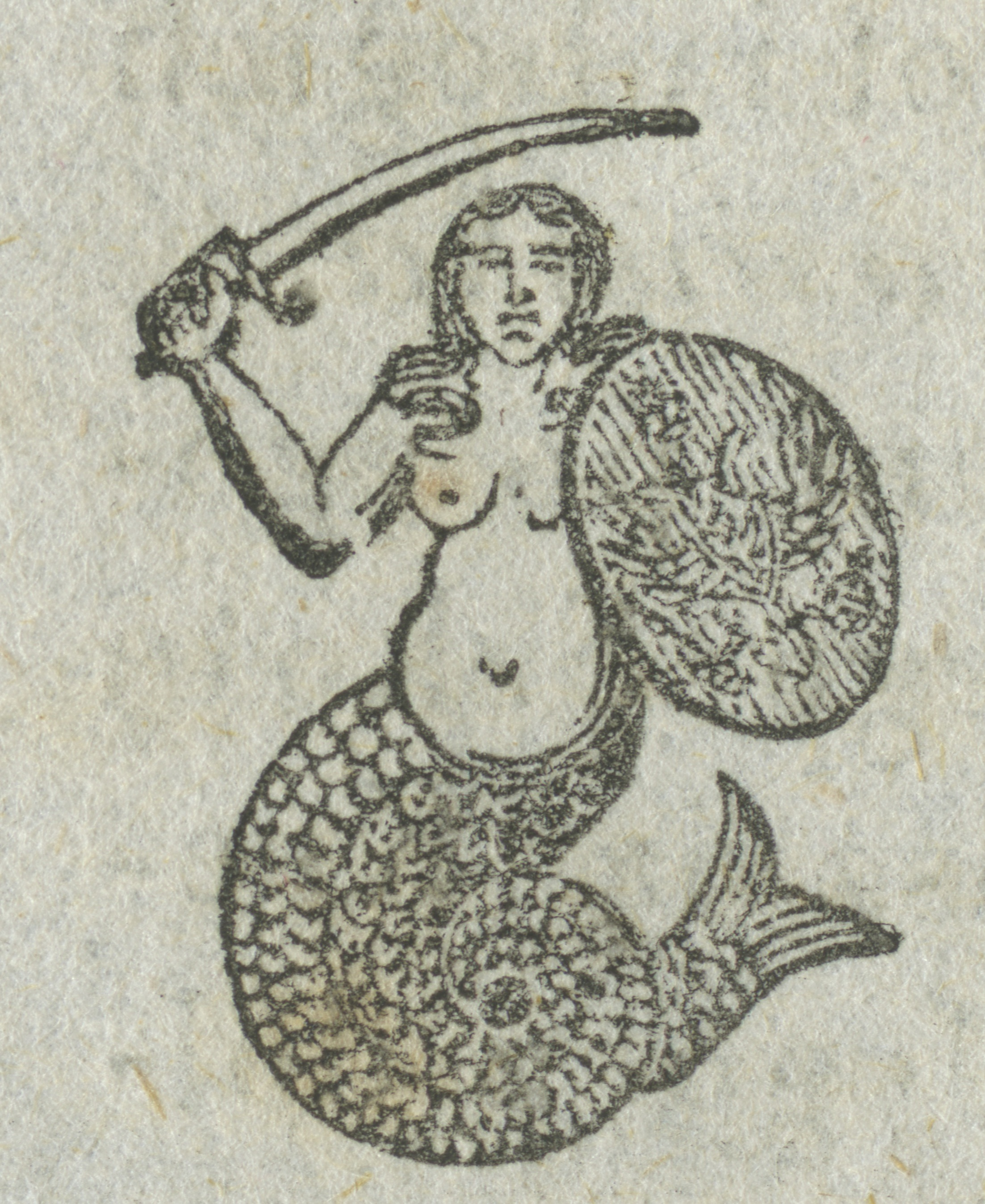
Les armoiries de Varsovie en 1845.
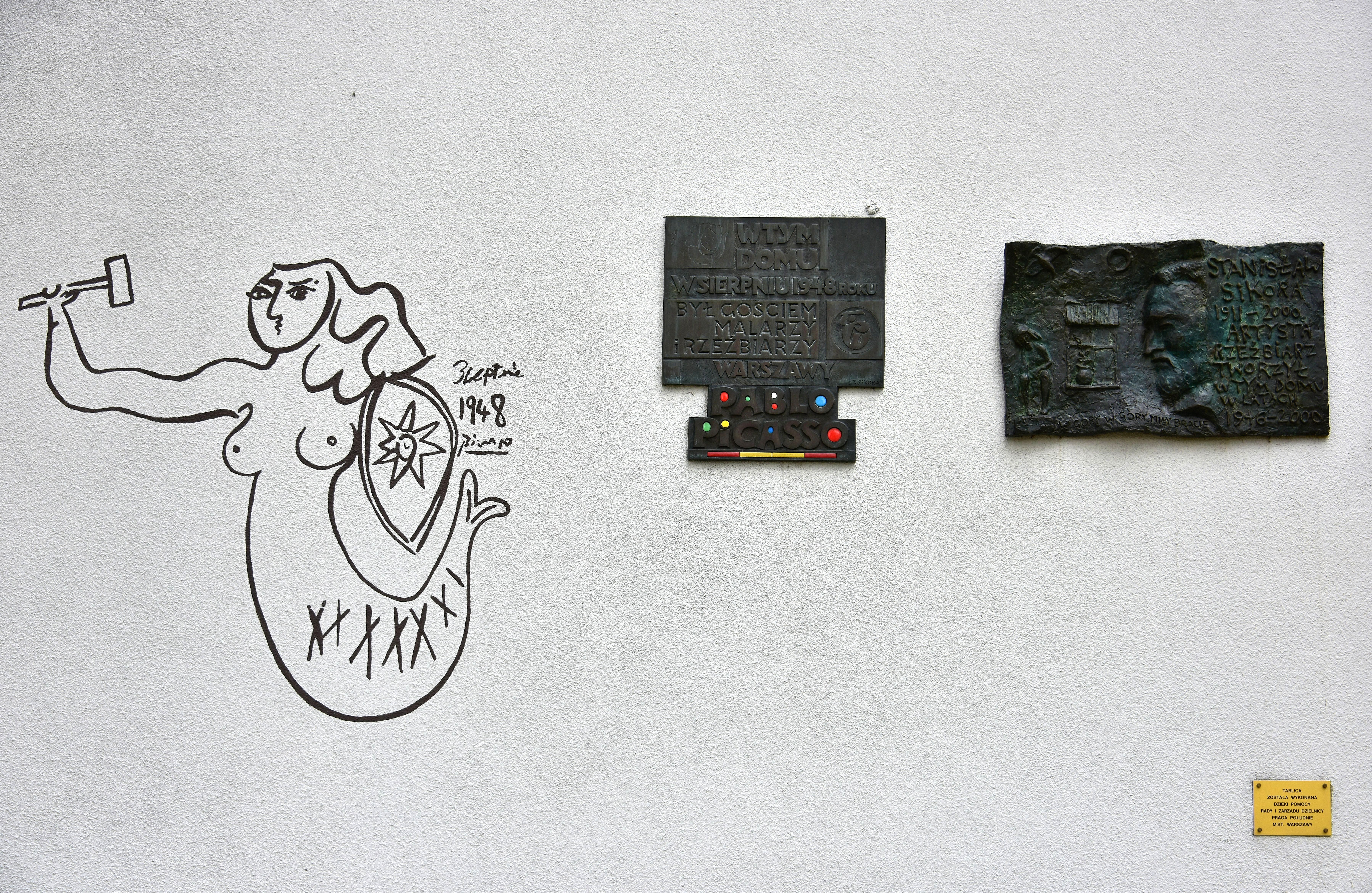
Peinture murale de Pablo Picasso, rue Obrońców.